# Nikolo Kotzev
Nikolo Kotzev es un guitarrista, violinista, compositor y productor procedente de Bulgaria.

## Biografía
Nació en el año 1960 en la capital de su país, Sofía. Con tan solo cinco años comenzó a tomar lecciones de violín. Sin embargo, cuando llegó a la adolescencia se interesó especialmente por el rock y comenzó a tocar la guitarra. En sus primeros años con estre instrumento trabajó como músico de estudio y en la típica banda que toca versiones de otros grupos. En una gira a finales de los años 80 por Europa con la susodicha banda conoció al sueco Björn Lodin.
En 1989 la amistad entre ambos cristalizaba profesionalmente, y Nikolo pasó a formar parte del grupo de Lodin Baltimoore. Con ellos grabó dos discos: "Double Density" (1992) y "Thought for Food" (1994). Tras surgir tensión entre ambos por diferencias musicales, Nikolo abandona el grupo y pasa a formar un proyecto en solitario que será llamado Brazen Abbot.
El primer LP de ese grupo fue "Live and Learn", en el cual contaba con los cantantes Göran Edman (ex-Yngwie Malmsteen), Glenn Hughes (ex-Deep Purple, ex-Trapeze) y Thomas Vikström, Mic Michaeli (Europe) a los teclados, Svante Henryson al bajo e Ian Haugland (también de Europe) a la batería. Nikolo produjo dicho álbum además de componer todos los temas y tocar la guitarra.
El siguiente disco, "Eye of the Storm", contó con los mismos músicos salvo Glenn Hughes, que fue sustituido por Joe Lynn Turner (Rainbow), y Svante Henryson, que fue sustituido a su vez por John Levén (Europe). Con este line-up también se grabó el LP "Bad Religion".
Hubo un pequeño hiato en Brazen Abbot, ya que Kotzev se puso a trabajar en una ópera rock basada en la figura de Nostradamus. El álbum no cumplió los plazos previstos por su discográfica, USG Records, lo que provocó su marcha de la misma. La ópera rock fue publicada finalmente en 2001 a través de SPV Records, y contó con la colaboración de miembros de Brazen Abbot así como de otros prestigiosos músicos como Jorn Lande, Alannah Myles o Sass Jordan.
A su vuelta al trabajo con Brazen Abbot publicó "Guilty as Sin" (2003), con el mismo line-up que en "Bad Religion" salvo en la voz, ya que Jorn Lande sustituyó a Thomas Vikström. Poco tiempo después se reúne Europe, ante lo cual Michaeli, Levén y Haugland salen del grupo. Para cumplir con los compromisos en directo hubo varias incorporaciones temporales, aunque ninguna solidificó.
En 2004 se publica "A Decade of Brazen Abbot". El siguiente disco fue "My Resurrection" (2005), en el cual participaban cuatro cantantes: Tony Harnell (TNT (banda noruega)), Erik Mårtensson y los ya participantes Edman y Turner. La banda también cambió, con Wayne Banks al bajo, el organista Nelko Kolarev y el batería Mattias Knutas.
Como productor ha trabajado con bandas más que prestigiosas como Saxon, Molly Hatchet o Rose Tatoo.
En 2007 anuncia que comienza a trabajar en su segunda opera rock de nombre Draconia. Contará con diversos músicos y cantantes. No se concreta fecha de publicación del disco.
En el segundo semestre del año 2010 la banda se encuentra de gira por Europa y Asia, entre su line up actual se encuentra su fundador y guitarrista Nikolo Kotzev, Joe Lyn Turner vocalista, Nelko Kolarov en el teclado, Wayne Banks en el bajo y Dave Knight en la percusión. la gira ha sobresalido por la calidad de las interpretaciones en directo además de retomar clásicos del hard rock que interpretan a la perfección.

## Discografía

### En solitario
- Nostradamus (2001)

### Baltimoore
- Double Density (1992)
- Thought For Food (1994)

### Brazen Abbot
- Live and Learn (1995)
- Eye of the Storm (1996)
- Bad Religion (1997)
- Guilty as Sin (2003)
- A Decade of Brazen Abbot (2004)
- My Resurrection (2005)

- Datos: Q2708757
- Multimedia: Nikolo Kotsev / Q2708757